# Поверхность Хопфа
Поверхность Хопфа — это компактная комплексная поверхность, получаемая как фактор комплексного векторного пространства (с удалённым нулём) C2 \ 0 по свободно действующей конечной группе. Если эта группа является группой целых чисел, поверхность Хопфа называется примарной, в противном случае — вторичной. (Некоторые авторы используют термин «поверхность Хопфа», неявно подразумевая «примарную поверхность Хопфа».)  Первый пример такой поверхности нашёл Хопф с дискретной группой, изоморфной группе целых чисел и генератором, действующим на C2 путём умножения на 2. Это был первый пример компактной комплексной поверхности без кэлеровой метрики.
Аналоги поверхностей Хопфа более высоких размерностей называются многообразиями Хопфа.

## Инварианты
Поверхности Хопфа являются поверхностями класса VII и, в частности, все имеют размерность Кодайры {\displaystyle -\infty }; и все их плюрироды равны нулю. Геометрический род равен 0. Фундаментальная группа имеет нормальную центральную бесконечную циклическую подгруппу с конечным индексом. Ромб Ходжа поверхности равен 
|   |   | 1 |   |   |
|   | 0 |   | 1 |   |
| 0 |   | 0 |   | 0 |
|   | 1 |   | 0 |   |
|   |   | 1 |   |   |

В частности, первое число Бетти равно 1, а второе число Бетти равно 0. 
В обратную сторону Кодайра показал, что компактная комплексная поверхность с нулевым вторым числом Бетти, фундаментальная группа которой содержит бесконечную циклическую подгруппу с конечным индексом, является поверхностью Хопфа.

## Примарные поверхности Хопфа
В процессе классификации компактных комплексных поверхностей Кодайра классифицировал примарные поверхности Хопфа.
Примарная поверхность Хопфа получается как:
{\displaystyle H={\bigg (}{\mathbb {C} }^{2}\backslash 0{\bigg )}/\Gamma ~,}
где {\displaystyle \Gamma } — группа, генерируемая полиномиальным стягиванием {\displaystyle \gamma }.
Кодайра нашёл нормальную форму для {\displaystyle \gamma }.
В подходящих координатах  {\displaystyle \gamma } можно записать как: 
{\displaystyle (x,y)\mapsto (\alpha x+\lambda y^{n},\beta y)~,}
где: 
{\displaystyle \alpha ,\beta \in {\mathbb {C} }} — комплексные числа, удовлетворяющие условию {\displaystyle 0<|\alpha |\leq |\beta |<1};
и либо {\displaystyle \;\lambda =0}, либо {\displaystyle \;\alpha =\beta ^{n}}.
Эти поверхности содержат эллиптическую кривую (образ оси x) и, если {\displaystyle \;\lambda =0}, то образ оси y является второй эллиптической кривой. 
В случае, когда {\displaystyle \;\lambda =0}, поверхность Хопфа является эллиптическим расслоённым пространством над проективной прямой, если  {\displaystyle \alpha ^{m}}={\displaystyle \beta ^{n}} для некоторых положительных целых {\displaystyle m} и {\displaystyle n}, с отображением в проективную прямую, задаваемое выражением {\displaystyle x^{m}}{\displaystyle y^{-n}}, а в противном случае кривыми являются только два образа осей.
Группа Пикара любой примарной поверхности Хопфа изоморфна ненулевым комплексным числам C*.
Кодайра доказал, что комплексная поверхность диффеоморфна {\displaystyle \mathbf {S} ^{3}\times \mathbf {S} ^{1}} тогда и только тогда, кода она является примарной поверхностью Хопфа.

## Вторичные поверхности Хопфа
Любая вторичная поверхность Хопфа имеет конечную накрывающую поверхность без ветвления, которая является примарной поверхностью Хопфа. Это эквивалентно тому, что её фундаментальная группа имеет подгруппу с конечным индексом в её центре, которая изоморфна группе целых чисел. Като классифицировал эти поверхности путём нахождения конечных групп, действующих без фиксированных точек на примарных поверхностях Хопфа.
Многие примеры вторичных поверхностей Хопфа можно построить на основе произведения сферических пространственных форм и окружности.